# Michael von der Heide
Michael von der Heide (Amden, 16 ottobre 1971) è un cantante, musicista e attore svizzero.
Figlio di padre tedesco e madre svizzera, nel 2010 ha rappresentato la Svizzera all'Eurovision con la canzone Il pleut de l'or.

## Discografia
- 1996 Michael von der Heide
- 1998 30º
- 2000 Tourist
- 2003 Frisch
- 2003 Helvetia
- 2005 2pièces
- 2005 Freie Sicht